# Queliceria discrepantis
Queliceria discrepantis là một loài nhện trong họ Pholcidae. Loài này được phát hiện ở Venezuela và là loài điển hình của chi Queliceria.